# (127196) Hanaceplechová
(127196) Hanaceplechová est un astéroïde de la ceinture principale.

## Description
(127196) Hanaceplechova est un astéroïde de la ceinture principale. Il fut découvert le 16 avril 2002 à l'Observatoire d'Ondřejov par l'Observatoire d'Ondřejov. Il présente une orbite caractérisée par un demi-grand axe de 2,64 UA, une excentricité de 0,14 et une inclinaison de 5,5° par rapport à l'écliptique.

## Compléments